# Park Narodowy Morro Moreno
Park Narodowy Morro Moreno (hiszp. Parque nacional Morro Moreno) – park narodowy w Chile położony w regionie Antofagasta (prowincja Antofagasta). Został utworzony 28 stycznia 2010 roku i zajmuje obszar 73,14 km².

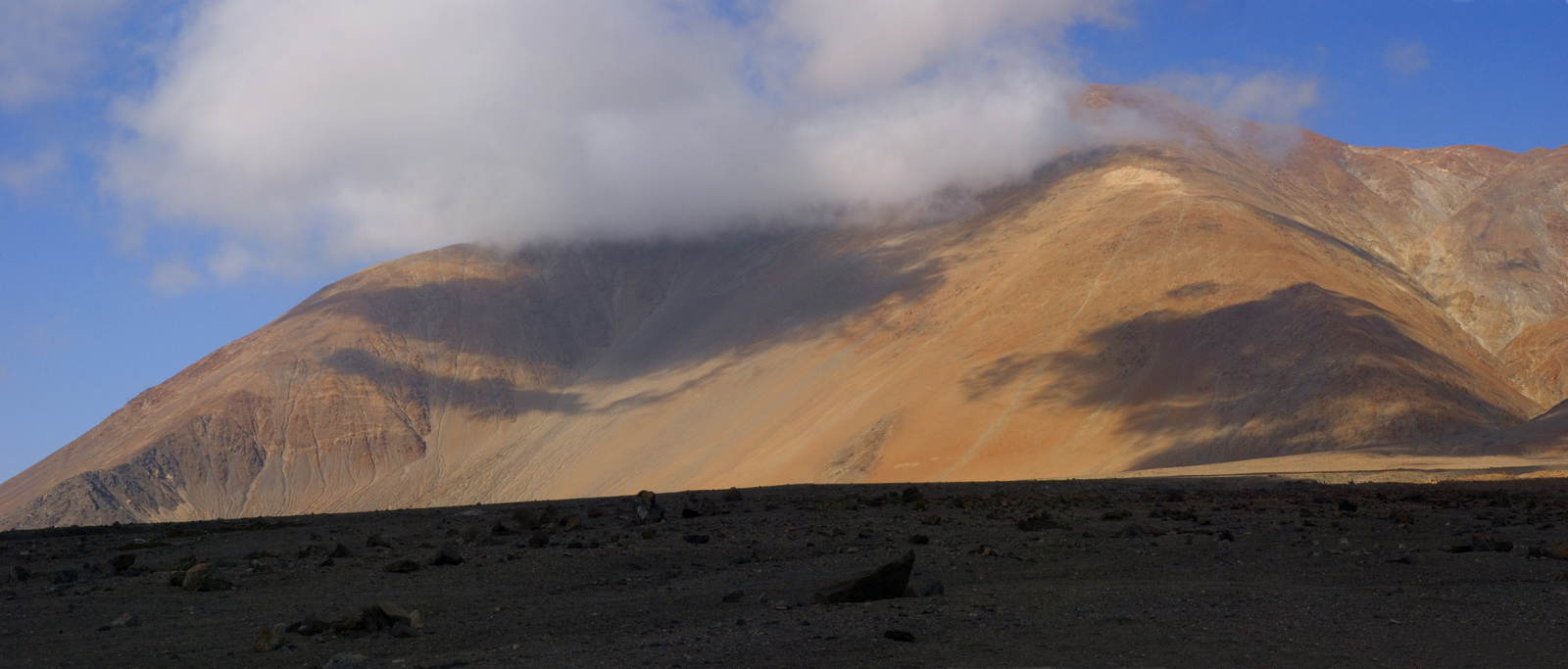
Masyw górski Morro Moreno

## Opis
Park obejmuje półwysep Mejillones na wybrzeżu Oceanu Spokojnego. Jego centralną część zajmuje masyw górski Morro Moreno o wysokości 1148 m n.p.m. Stanowi on fragment Kordyliery Nadbrzeżnej.
Klimat pustynny.

## Flora
Roślinność parku składa się z dziewięćdziesięciu gatunków. Rosną tu głównie Nolana peruviana, Nolana balsamiflua, Nolana clivicola, Copiapoa boliviana, Frankenia chilensis, Solanum chilense, Lycium leiostemum, Heliotropium pycnophyllum, Solanum brachyantherum, Heliotropium eremogenum, Ephedra breana oraz kaktusy Eulychnia morromorenoensis i  Eriosyce occulta.

## Fauna
W parku występuje 195 gatunków fauny. Ssaki to m.in.: nibylis argentyński, Abrothrix olivacea, liściouch Darwina, a na wybrzeżu kotik południowy, zagrożony wyginięciem wydrak patagoński i uchatka patagońska.
Z ptaków w parku żyją m.in.: andówka rdzawobrzucha, sępnik różowogłowy, aguja rdzawogrzbieta, skałotyran ciemnolicy, skałotyran rdzawołbisty, a na wybrzeżu rybitwa wąsata, głuptak peruwiański i narażony na wyginięcie pingwin peruwiański.